# Vera Faddeeva
Vera Faddeeva (em russo:  Вера Николаевна Фаддеева; Vera Nikolaevna Faddeeva; Tambov, Império Russo, 20 de setembro de 1906 – Leningrado, 1983) foi um matemática soviética de uma família de matemáticos. Faddeeva publicou alguns dos primeiros trabalhos na área de álgebra linear. Seu livro de 1950, Computational methods of linear algebra, foi amplamente aclamado. Entre 1962 e 1975 publicou diversos artigos com seu marido Dmitry Konstantinovich Faddeev.

## Biografia
Nascida Vera Nikolaevna Zamyatina (em russo:  Вера Николаевна Замятина) em 20 de setembro de 1906 em Tambov, Império Russo, filha de Nikolai Zamyatin. Começou a estudar em 1927 na Leningrad State Pedagogical Institute e transferiu-se em 1928 para a Universidade Estatal de Leningrado. Graduou-se em 1930, casou com Dmitrii Konstantinovich Faddeev, um colega matemático, e começou a trabalhar no Leningrad Board of Weights and Measures, tudo no mesmo ano. Entre 1930 e 1934 trabalhou no Leningrad Hydraulic Engineering Institute e simultaneamente entre 1933 e 1934 foi pesquisadora júnior no Seismology Institute da Academia de Ciências da União Soviética. Começou em 1935 a pesquisar sob coordenação de Boris Galerkin no Leningrad Institute of Constructions por três anos. Retornou para o Pedagogical Institute para completar sua pós-graduação em 1938, estudando pelos próximos três anos. Em 1942 Faddeeva foi indicada como pesquisadora júnior do Instituto de Matemática Steklov em Leningrado, mas teve de fugir da cidade durante o Cerco a Leningrado. Morou em Kazan com sua família até que o cerco chegou ao fim em 1944 e lhes foi permitido retornar como acadêmicos. Em 1946 completou sua tese, On One Problem, e a submeteu ao Departamento de Física Matemática da Universidade Estatal de Leningrado.
Em 1949 ela publicou dois artigos: The method of lines applied to some boundary problems e On fundamental functions of the operator X{IV}. No ano seguinte publicou um livro com um colega, Mark Konstantinovich Gavurin, que foi uma série de tabelas de funções de Bessel e sua mais famosa obra, Computational methods of linear algebra, que foi uma das primeiras deste tipo na área. O livro descreveu álgebra linear, com métodos para resolver equações lineares e para inverter matrizes, explicando o cálculo de raízes quadradas e autovalores e autovetores de uma matriz. Faddeeva continuou a trabalhar no Instituto Steklov até aposentar-se em 1951, tornando-se chefe do Laboratory of Numerical Computations. Esta unidade foi baseada em uma unidade modelo estabelecida na Universidade Estatal de Leningrado por Gavurin com Leonid Kantorovich em 1948. Computational methods foi traduzido para o inglês em 1959 e foi amplamente influente. Em 1960 o livro foi expandido e reimpresso em russo, ela recebeu um Prêmio Estatal da URSS, e também foi traduzido para o inglês, publicado em 1963. Entre 1962 e 1974 trabalhou com seu marido compilando um sumário de desenvolvimentos feitos em álgebra linear, publicado em 1975. O último artigo de Faddeeva, preparado em 1980 para uma conferência em Varsóvia, intitulado Numerical methods of linear algebra in computer formulation, foi publicado postumamente em 1984.

## Morte e legado
Faddeeva morreu em 15 de abril de 1983 em Leningrado. É lembrada como uma importante matemática russa, especialista em álgebra linear, que trabalhou no século XX.

## Vida privada
Vera Nikolaevna Zamyatina casou com Dmitry Konstantinovich Faddeev em 1930.
Filhos: Maria (nascida em 6 de outubro de 1931), uma química; Ludvig Faddeev (10 de março de 1934 - 26 de fevereiro de 2017), um matemático e físico teórico; e Michael (28 de junho de 1937 – 30 de setembro de 1992), um matemático.

## Publicações selecionadas
- Faddeeva, Vera Nikolaevna; Gavurin, Mark Konstantinovič; Kantorovič, Leonid Vital'evič (1950). Tablicy funkcij Besselja In<x> celych nomerov ot O do 120 (em russo). Leningrad: Gosudarstvennoe izdatel'stvo tehniko-teoretičeskoj literatury
- Faddeeva, Vera Nikolaevna (1950). Vyčisliel'nye metody linejnoj algebry (em russo). Leningrad: Gosudarstvennoe Izdatel'stvo Tehnik-Teoretičeskoj Literatury
- Faddeeva, Vera Nikolaevna; Terent'ev, N M (1954). Tablitsy znacheniĭ funktsii w(z)=e(-)z 2(1+2i/[square root][pi][integral from e to z]e t 2 dt) ot kompleksnogo argumenta (em russo). Leningrad: Gosudarstvennoe Izdatel'stvo Tehnik-Teoretičeskoj Literatury
- Faddeeva, Vera Nikolaevna (1955). Méthodes numériques d'algèbre linéaire (em francês). Warsaw: Panstwowe wydawnictwo naukowe
- Faddeeva, Vera Nikolaevna; Benster, Curtis D. (1959). Computational methods of linear algebra. Mineola, New York: Dover Publications
- Faddeeva, Vera Nikolaevna; Terentʹev, N M (1961).  Fok, Vladimir Aleksandrovich, ed. Tables of values of the function w(z)=e-z2(a+2i/[pi]oSzet2 dt) for complex argument. Translation by David George Fry. Oxford, England: Pergamon Press
- Faddeeva, Vera Nikolaevna (1965). Čislennye Metody i Neravenstva v Funkcional'nych Prostranstvach: sbornik rabot (em russo). Moskva: Izd. Nauka
- Faddeeva, V. N. (1968). Numerical Methods and Inequalities in Function Spaces. Providence, Rhode Island: American Mathematical Society
- Faddeeva, V. N. (1970). Automatic Programming, Numerical Methods and Functional Analysis. Providence, Rhode Island: American Mathematical Society. ISBN 978-0-8218-1896-1
- Faddeeva, Vera Nikolaevna; Matematicheskiĭ institut im. V.A. Steklova (1972). Automatic programming and numerical methods of analysis. New York, New York: Consultants Bureau
- Faddeeva, Vera Nikolaevna; Voevodin, Valentin Vasil'evič (1976). Vyčislitel'nye metody linejnoj algebry: bibliogr. ukazatel' 1828–1974 gg (em russo). Novosibirsk, Russia: Novosibirsk